# Rajna Zwetkowa
Rajna Zwetkowa (bulgarisch Райна Цветкова; * 10. August 1975, englische Transkription Rayna Tzvetkova resp. Raina Tzvetkova) ist eine bulgarische Badmintonspielerin. 

## Karriere
Rajna Zwetkowa wurde 1994 erstmals nationale Titelträgerin in Bulgarien. Acht weitere Titel folgten bis 1999. Gewinnen konnte sie des Weiteren die Bulgarian International, die Romanian International und die nationalen Juniorenmeisterschaften. 1995 und 1999 nahm sie an den Badminton-Weltmeisterschaften teil.